# James Herbert Veitch
James Herbert Veitch FLS, FRHS (1 de maio de 1868 - 13 de novembro de 1907), foi um membro da família Veitch que foram horticultores e viveiristas ilustres por mais de um século.

## Biografia
James nasceu em Chelsea, Londres, o filho mais velho de John Gould Veitch (1839–1870) e sua esposa Jane Hodge. Seu pai morreu de tuberculose logo após seu nascimento e a creche da família com sede em Chelsea foi posteriormente administrada por seu tio, Harry.
Ele foi educado no Colégio Crawford College, Maidenhead, e em assuntos técnicos na Alemanha e na França, começando a trabalhar na filial de Chelsea, Londres, da creche da família em 1885. Ele foi eleito membro da Linnean Society em 1889 e também membro da Royal Horticultural Society.

## Coleta de plantas
Em outubro de 1891, ele embarcou em uma viagem de inspeção dos grandes jardins botânicos e públicos mantidos pelos governos em vários centros, bem como visitando muitos estabelecimentos privados de horticultura, para verificar se os jardins de Veitch poderiam ser enriquecidos por outras adições. Ele partiu por meio de Roma e Nápoles para o Ceilão, daí por terra de Tuticorim para Laore. Ele continuou para Calcutá e para os assentamentos do estreito. Em Penão, ele visitou o Jardim Botânico, cujo curador Charles Curtis trabalhou anteriormente para James Veitch & Sons como colecionador de plantas, antes de seguir para Singapura, onde visitou o Jardim Botânico. Ele então visitou Jor, antes de retornar a Singapura em fevereiro de 1892, quando escalou Bukit Timah (o ponto mais alto da ilha) com Walter Fox, curador dos Jardins.
Viajou para Bogor, Java Ocidental, onde visitou o Jardim Botânico, e também explorou a cratera de Kawah Papandajan (vulcão). Visitou o Lago Bagendit perto de Garoet.
Suas viagens o levaram ao Japão, onde conheceu Charles Sprague Sargent do Arnold Arboretum, e eles empreenderam uma expedição conjunta de coleta de plantas, incluindo a ascensão das montanhas Hakkōda juntos. Depois de visitar a Coreia, ele chegou à Austrália em 1893. No entanto, ele achou a Austrália decepcionante e escreveu que era mais fácil coletar sementes no Japão, onde havia mão de obra barata; na Austrália "ninguém vai ajudar". Ele reclamou que as sementes de muitas plantas "eram tão pequenas que ele não sabia se estava coletando sementes ou pó". Ele enviou para Kew uma coleção de espécimes secos de 250 espécies da Austrália Ocidental. Mais tarde, ele visitou a Ilha do Norte da Nova Zelândia, antes de retornar à Inglaterra em julho de 1893.
Entre os resultados de sua jornada estava a introdução da grande cereja de inverno, Physalis alkekengi franchetii. Ele também reintroduziu Rhododendron schlippenbachii e Vitis coigniae.
Uma série de cartas sobre os jardins visitados durante a viagem foi impressa no "Gardener's Chronicle" (março de 1892 - dezembro de 1894) e impressa coletivamente como "A Traveller's Notes" em 1896.

## Viveiro Veitch
Em 1898, a firma de James Veitch & Sons foi transformada em uma sociedade anônima, da qual Veitch se tornou diretor administrativo. Uma das primeiras medidas tomadas pela empresa, de acordo com a prática anterior da empresa, foi enviar Ernest Henry Wilson à China e ao Tibete para coletar plantas.
O negócio foi demais para James, e ele sofreu um colapso nervoso. Ele se tornou retraído e excêntrico, ofendia os clientes e os negócios começaram a declinar. Após a sua morte com apenas 39 anos de idade, seu irmão John sucedeu aos negócios do Chelsea. Ele também não tinha a capacidade de administrar o negócio com sucesso, e seu tio , Sir Harry Veitch, voltou para assumir o controle e colocar o negócio de volta no bom caminho. Após a morte de John em outubro de 1914, aos 45 anos, Sir Harry (que foi nomeado cavaleiro em 1912) fechou o negócio.
James morreu de paralisia em Exeter em 13 de novembro de 1907 e foi enterrado lá. Ele havia se casado em 1898 com Lucy Elizabeth Wood, que sobreviveu a ele sem problemas.

## Hortus Veitchii
Em 1906 Veitch, auxiliado por vários membros de sua família, preparou para distribuição privada, sob o título de Hortus Veitchii. É uma história rica da empresa e de seus colecionadores, ilustrada com retratos. A nomenclatura botânica foi revisada por George Nicholson, curador do Royal Botanic Gardens, Kew.
Este livro foi um estudo da história dos exploradores e hibridistas coletores de plantas botânicas, trabalhando para os viveiros de Robert Veitch and Son, Exeter e James Veitch and Sons, Chelsea durante o período de 1840 a 1906. O livro detalhou as 1.500 plantas que o negócio havia introduzido e suas origens e os esforços que seus coletores fizeram para protegê-las (os viveiros de Veitch foram os primeiros a empregar caçadores de plantas profissionais). Os volumes de edição limitada não eram para consumo geral, mas presentes para bibliotecas, universidades, botânicos e clientes de prestígio. As cópias da edição de 1906 são agora extremamente raras e atingem preços de até £ 1.000.
Em 2006, o horticultor de Exeter Caradoc Doy, uma autoridade no Veitch Nursery, republicou um fac-símile deste trabalho seminal para marcar seu centenário. Doy fez de tudo para garantir a autenticidade do livro. Ele obteve meticulosamente um papel grosso e ligeiramente amarelado para espelhar o original vitoriano e até mandou fazer uma placa de carimbo de latão especial para replicar o relevo da capa.
Hortus Veitchii é uma referência essencial para plantas introduzidas durante a era vitoriana, listando muitas que ainda estão disponíveis em viveiros hoje e, portanto, ajudando os jardineiros a reproduzir com precisão os jardins históricos desse período. Isso também é importante para aqueles que desejam preservar plantas raras introduzidas na Grã-Bretanha naquela época, além de ser um relato histórico fascinante da coleta de plantas vitorianas.